# Llangadwaladr
Llangadwaladr est une communauté et un village britannique, situé dans le comté d'Anglesey, au pays de Galles.

## Géographie physique
Le village se trouve à quelque 2 milles (3,2 km) à l'est d'Aberffraw et à 3 milles (4,8 km) au sud de Gwalchmai (en) et fait partie de la communauté de Bodorgan.

## Histoire
Le village est établi à proximité de l'ancienne cour des rois Gwynedd et est considéré comme leur site de sépulture royale.
Dans l'église, il y a une inscription de pierre où il est énoncé : « Catamanus rex sapientisimus opinatisimus omnium regum » (le roi Cadfan, le plus sage et le plus connu de tous les rois), laissant comprendre que Cadfan ap Iago (569-625), y est enterré.

## Personnalités liées à la communauté
- Cadfan ap Iago (ca 569 - ca 625), roi de Gwynedd, enterré dans l'église
- Owen Lewis (1533-1595), évêque du diocèse de Cassano all'Ionio

## Illustrations

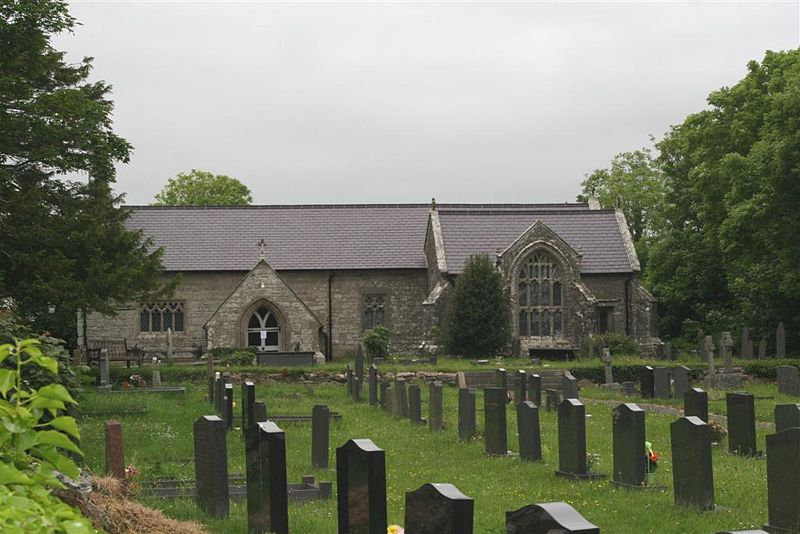
Autre vue de l'église paroissiale.
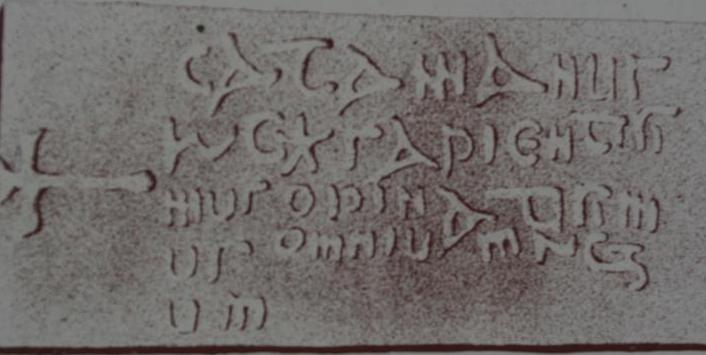
La pierre tombale du roi Cadfan.